# Kai Nakai
Iratxe Aguilera Barrio (Vitoria, Álava, 29 de abril de 1996), conocida artísticamente como Kai Nakai, es una cantante y música española. Es conocida por ser pionera en el reguetón vasco, así como de otros estilos como las músicas pop, urbana y electrónica. 
Kai Nakai es reconocida principalmente porque interpreta canciones en euskera, además de por realizar versiones en esta lengua de canciones de gran popularidad de artistas como Manuel Turizo, Rosalía o Shakira.

## Biografía
Nació en Vitoria, capital de Álava, en 1996. Estudió el grado de educación primaria con Especialidad de Música. Desde pequeña ha estudiado música, y con dieciocho años tuvo su primer contacto con el mundo audiovisual al comenzar a subir sus primeras versiones de canciones a la plataforma digital YouTube. 
En 2020 comenzaría a publicar sus primeros sencillos, Kolpe y Ez Dakit entre ellos, bajo su actual nombre artístico, Kai Nakai; dicho nombre proviene de un juego de palabras entre el nombre vasco Kai y la palabra indonesia nakal, que significa ‘rebelde’.
Ese mismo año, publica “Baimenik gabe”, su primer álbum. Con sus letras busca deshacerse de los patrones que la sociedad ha establecido durante años. 
Siguiendo la misma línea, en 2021, saca el EP titulado “Maitia” se muestran las diferentes fases de una historia de amor mediante 5 temas que van desde el primer amor pasando por el amor tóxico, hasta alcanzar el amor propio, el enamoramiento y un amor correspondido.  
En 2023, lanza varios singles, entre ellos, "Dónde" y "Goizerarte", que forman parte de “GAUPASA”, su segundo álbum, un album colaborativo y multilingüe, que fusiona géneros como el pop, electrónica, reggaeton y bachata, hablando de empoderamiento, diversión y amor por una misma.

## Discografía

### Álbumes de estudio
- Gaupasa (2024)
- Baimenik gabe (2020)

### EP
- Maitia (2023)

### Sencillos
- «Agur» (2024)
- «Goizerarte» (2023)
- «Dónde» (2023)
- «Gugan dago» (2023)
- «Aldapeko sagarra» (2023)
- «Tira» (2022)
- «Zalantzarik ez» (2021)
- «15K (Hamabostmila)» (2021)
- «Nahikoa dela» (2021)
- «Ipuinik ederrena» (Akustikoa) (2021)
- «Ez dakit» (2020)
- «Emoiztazu bihotz» (2020)
- «Kolpe» (2020)